# Duaca
Duaca es una localidad venezolana, perteneciente al Estado Lara, ubicada en el municipio Crespo. Está ubicada a unos 35 km al noreste de Barquisimeto, cercana al Estado Yaracuy. Es una población tranquila y acogedora que tiene un clima agradable en la mayor parte del año. Se encuentra en una meseta montañosa y fértil. 
Esta localidad debe su nombre al vocablo de los indígenas Gayones: «Huaca», expresión del ídolo sagrado, «Guaca». Sirvió durante el período precolombino como cementerio de indígenas. En la actualidad cuenta con una población aproximada de 64 536 habitantes y se le conoce nacionalmente como «La Perla del Norte».
La zona de Duaca fue habitada antes de la conquista española por los pueblos de la nación Gayona, de lengua Betoy de filiación macrochibcha.
En la zona de los Chispes, se localiza en el siglo XVI, a la llegada de Federmann (1530) comunidades caribes: Los Cyparicotes.
Al suroeste, en la zona de Barquisimeto, se encontraban asentamientos estables de comunidades indígenas de nación caquetía, de lengua arawaka.
El término Duaca es aborigen, y puede significar: sitio sagrado. En la versión tradicional postulada por Ángel María Núñez. "...O planta de tabaco en la hipótesis macrochibcha de Renato Agagliate...."

## Historia
La fundación hispana de la aldea se llevó a cabo en 1620, por orden del gobernador y capitán general de la Provincia de Venezuela, Francisco de la Hoz Berrío, con indios gayones y ayamanes.
La no existencia, hasta hoy, del documento de fundación, nos lleva a oficializar el 24 de junio, día del santo patrono de la ciudad, San Juan Bautista, como fecha de fundación.
La primera Visita Pastoral al pueblo fue en 1625, llevada a cabo por el Obispo fray Gonzalo de Angulo, para conocer de la labor doctrinaria a que estaban obligados los encomenderos.
El primer cura doctrinero de Duaca fue Francisco Sánchez de Oviedo, quien ejerció entre los años 1625 y 1643. Posteriormente, en 1631, la iglesia local recibió a su primer párroco propio, el presbítero Lázaro de Paiva y Quintero. La doctrina fue refundada y reorganizada entre 1673 y 1689 por el fray capuchino Miguel de la Madrid, destacado misionero en la zona. El último doctrinero reconocido fue Pedro Pineda, en funciones para el año 1817.
El 11 de mayo de 1808, se realizó el proceso formal de alinderado de las tierras del Resguardo Indígena de Duaca, bajo la responsabilidad del visitador general don José de Álamo, con Ignacio Oropeza como apoderado de la comunidad indígena. Este deslinde fue posteriormente llevado a plano por el agrimensor Antonio S. Briceño, y sirvió de base para la partición legal de tierras ocurrida en 1914.
Las estimaciones demográficas reflejan un crecimiento progresivo de la población durante el período colonial: en 1691, Duaca contaba con 236 habitantes; en 1758, con 500; en 1779, con 551; y en 1788, con 592.
La población indígena local trabajaba principalmente en Aroa, mientras que la economía agrícola de Duaca giraba en torno al cultivo de maíz, tabaco y caña de azúcar, destinada al trapiche de Martín Zidardías, ubicado en la posesión El Buco, donde Juan Bernardo Canelón Lanzarote fundó una capellanía en el año 1757.
En 1832, cuando se crea la Provincia de Barquisimeto, Duaca es parte del Cantón Barquisimeto. En 1873 es parroquia del Departamento Barquisimeto del Estado Lara. En 1881, cuando se crea El Estado Lara, con la unión de los estados Barquisimeto y Yaracuy, es municipio del distrito Barquisimeto. Entre 1893 y 1899, se transforma en Distrito Duaca, luego Crespo en 1899, en honor al General Joaquín Crespo.

## Demografía
| Año  | Duaca  | Dto.Crespo | Edo.Lara  |
| ---- | ------ | ---------- | --------- |
| 1881 | 852    | 11.068     | 176.079   |
| 1891 | 2448   | 12.868     | 189.938   |
| 1920 | 3.583  | 20.864     | 271.369   |
| 1941 | 3.205  | 22.574     | 332.975   |
| 1951 | 4.093  | 22.515     | 368.163   |
| 1961 | 5.771  | 20.078     | 489.140   |
| 1971 | 7.519  | 20.152     | 671.410   |
| 1981 | 12.785 | 26.417     | 945.064   |
| 1990 | 16.414 | 31.665     | 1.193.161 |
| 2000 | 21.270 | 41.032     | 1.581.121 |
| 2011 | 23.534 | 49.958     | 1.774.867 |

| Municipio | Menores de 15 años | De 15 a 64 años | 65 años y más |
| --------- | ------------------ | --------------- | ------------- |
| Crespo    | 14.710             | 32.203          | 3.045         |

## Economía
Duaca es una las ciudades de Lara que participa directamente en el auge cafetalero que se da en Venezuela entre 1870 y 1930. El municipio es uno de los principales productores nacionales.
El 1891 la extensión del Ferrocarril Bolívar hasta Barquisimeto será de gran beneficio para Duaca. Propicia el comercio directo al exterior, por lo cual se establecen en la población importantes casas comerciales e impulsa la inmigración extranjera, en especial de origen italiano. La riqueza cafetalera propicia una ideología del progreso en la élite intelectual duaqueña y hace de Duaca “La Perla del Norte”.

El auge del café es el que transforma al antiguo municipio Duaca en el Distrito Crespo en 1899. Igualmente, permite la modernización del poblado, cuyo hito más significativo es la construcción entre 1871 y 1924 del templo de San Juan Bautista, obra iniciada por el Padre Virgilio Díaz entre 1871 y 1879, (tres naves), continuada por Felix Quintana, (ampliación a cinco naves y cúpulas) y culminada con la construcción del piso de mosaico en 1924.

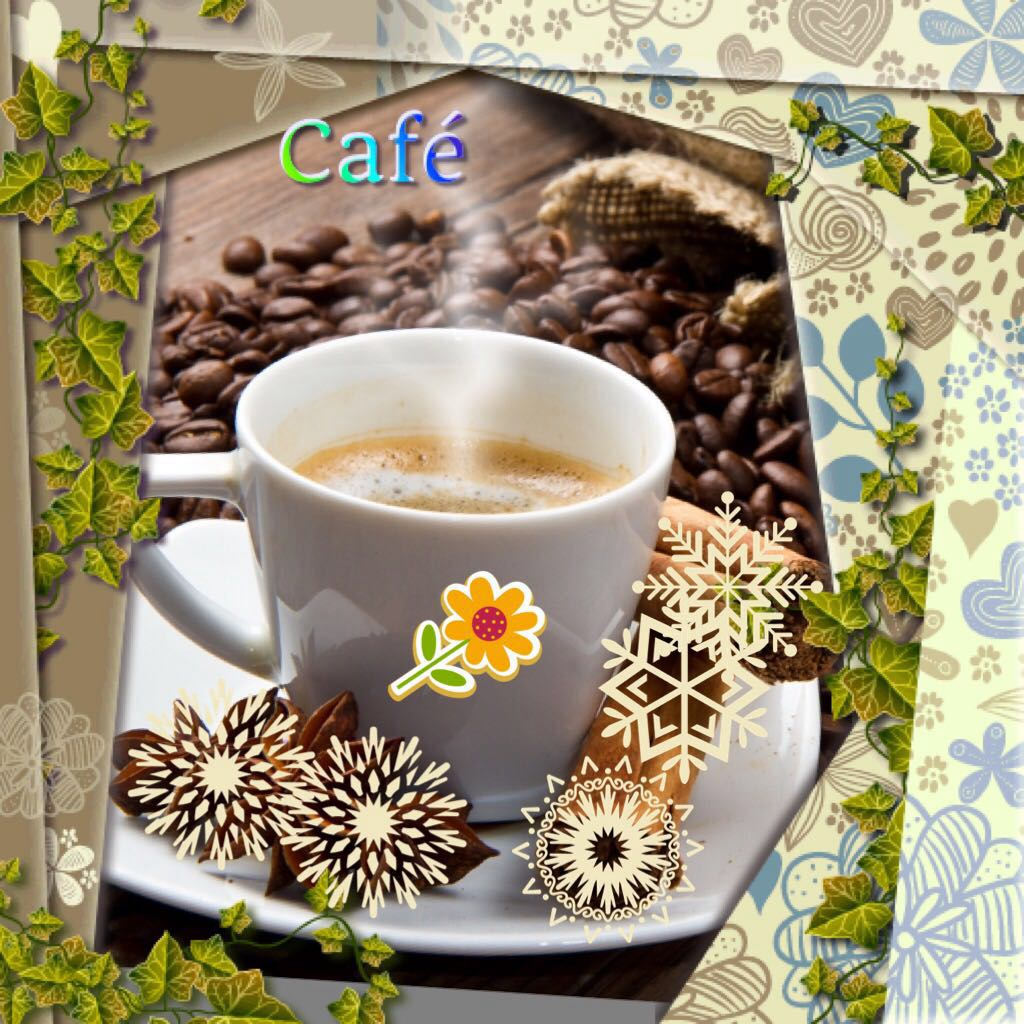
El café

La crisis del 29 dio un duro golpe a la base agrícola de sustentación de Duaca. En la década de los 50 se desarrollan los rubros de la caña de azúcar y la ganadería lechera. En 1956 se funda la Pasteurizadora del Norte PANOCA.
En 1956, se funda el Colegio Padre Díaz por Alejandro Zaini. Primer instituto de educación secundaria. 1971: Actos del tricentenario de la fundación de la ciudad. Obras de modernización telefónica e inauguración de la Av. Tricentenaria. A finales de la década de los 50 llegan las primeras familias canarias para desarrollar la agricultura de hortalizas en la década de los 60 y 70.
La crisis de la agricultura del café y el estancamiento posterior determinó la emigración de muchos duaqueños, en especial, de las generaciones más jóvenes, a Barquisimeto y otras ciudades de Venezuela, como Caracas, Valencia y Acarigua, principalmente. Entre 1941 y 1971, la población del distrito cae de 22.774 a 20.152 habitantes. La ciudad apenas crece de 3205 a 7519 personas.
Pero, entre 1971 y 1981 la población pasa a 12.785 habitantes y en 1990 llega a 16.414 personas crecimiento que obedece a la transformación de la ciudad en dormitorio de Barquisimeto. Este rasgo se oficializa en 1988 cuando el MARNR incluye al Dtto. Crespo en la subregión Barquisimeto como zona de expansión suburbana de la capital.

## Educación
- U.E Juan Manuel Álamo
- U.E Colegio Padre Díaz
- U.E Efraín Colmenárez Giménez
- U.E Hermanas Jiménez
- U.E Hermanas Falcón
- U.E Quebrada de Oro
- U.E Colegio Rafael Castillo
- Pedagógico UPEL-IPB
- U.E Colegio Apacuana

## Sectores, urbanizaciones y barriadas de la Parroquia Fréitez
| Urbanización                     | Sectores           | Sectores             | Sectores        | Sectores            | Sectores             | Sectores           |
| -------------------------------- | ------------------ | -------------------- | --------------- | ------------------- | -------------------- | ------------------ |
| Urbanización El Frío             | Sector San Juan    | Sector La Esperanza  | Sector La Pica  | Sector La Laguna    | Sector Negro Primero | Sector Padre Oreni |
| Urbanización Menca de Leoni      | Sector Calle Nueva | Sector La Sabanita   | Sector La Línea | Sector la Morita    | Sector Moroturo      | Sector Rey Dormido |
| Urbanización Monseñor Zaini      | Sector El Centro   | Sector Simón Bolívar | Cacho e' Venao' | Sector Barrio Ajuro | Sector la Manga      |                    |
| Urbanización Paraíso Escondido   |                    |                      |                 |                     |                      |                    |
| Urbanización Rafael José Arévalo |                    |                      |                 |                     |                      |                    |
| Urbanización Reinaldo Bravo      |                    |                      |                 |                     |                      |                    |